# メタスプリッギナ
メタスプリッギナ（学名：Metaspriggina）は、脊索動物の属の1つ。最初にカンブリア紀中期のバージェス頁岩から2個、2012年にカナダ西部ブリティッシュコロンビア州クートニー国立公園のマーブルキャニオン単層から44個の標本が発見された。

## 形態
エディアカラ生物群のスプリッギナにちなんで命名されたが、無関係であることが後の研究により示された。メタスプリッギナは原始的な脊索動物を代表すると考えられており、頭索動物と最古の脊椎動物の中間であるとみられている。ただしメタスプリッギナは有頭動物の持つ特徴の大半も示すため、この見解を疑問視する声もある。鰭はなく、頭蓋骨もあまり発達していないが、眼は上向きによく発達し、その後方には鼻孔が存在した。
最大の標本は全長10センチメートル。軟骨で形成されたと考えられる脊索が7対の咽頭弓に沿って存在した。脊索は単一の骨ではなく複数の分かれた骨から形成されており、前方の2本は鰓を支えていなかったとみられる他の骨と比較して大型であった。これらの特徴は、メタスプリッギナと顎口上綱が縁遠い関係であったことを示唆している。当初は海中を自由に泳いでいたと考えられたが、後に海底に位置する標本が発見された。マーブルキャニオン単層に由来する標本からは眼の存在が示されているが、その目の位置を鑑みるに、海底のすぐ上を泳ぐ濾過摂食者として生活していたことが示唆されている。
咽頭弓（鰓弓）が確認されていることから、メタスプリッギナは咽頭弓を持つ最古の動物となった。第1咽頭弓は後に脊椎動物の上下の顎へ、第2咽頭弓は舌弓（舌の基盤である舌骨と顎の支持）の形態に進化した。

## 系統

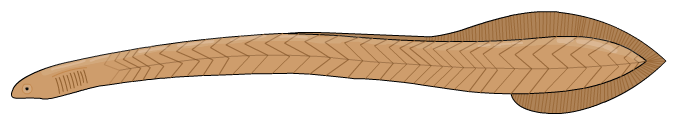
当時利用可能だったバージェス頁岩の標本に基づくメタスプリッギナ復元図

メタスプリッギナの発見は、おおよそ同時代に生息していたピカイアと共に、顎口上綱の起源に関する学説を混乱させる原因となった。ブランキオストマと違ってピカイアには鰓弓が存在しないため、系統について以下の2通りの解釈ができる。
1つは、メタスプリッギナ以前に脊索動物門が4つに分岐し、メタスプリッギナと他の有頭動物（顎口上綱と無顎類の両方）をブランキオストマや頭索動物とともに1つのグループにし、ピカイアをその外の枝に置くものである。ここにおいてメタスプリッギナは全ての顎口上綱の直系の祖先であり、無顎類の最も近縁なグループになる。この説明ではピカイアは有頭動物と頭索動物に全く近縁でなく、それらよりもさらに原始的な動物になる。この場合、有頭動物と頭索動物は鰓弓により定義づけられる。
もう1つは、メタスプリッギナを全ての顎口上綱の祖先かつ再び無顎類と近縁とし、脊索動物門を形成するものである。しかし、ピカイアは非常に原始的な親戚ではなく全ての頭索動物の祖先として扱われ、ピカイアとブランキオストマの間のどこかで鰓弓が集中的に進化したとされる。これにより、ブランキオストマが脊索動物（あるいは少なくともその胚）と異なる数の鰓弓を持つ理由が説明できる可能性がある。